# Bataille du lacus Curtius
Les guerres de Romulus
La bataille du lac Curtius, dans la mythologie romaine, est la bataille finale entre le royaume romain et les Sabins à la suite de l'enlèvement des Sabines par les Romains afin de les prendre pour épouse. Elle a lieu dans les premières années du règne du premier roi de Rome, Romulus près du Lacus Curtius, futur site du forum romain. Cette bataille prend fin lorsque les femmes sabines enlevées interviennent dans les deux camps pour demander la paix.

## Le contexte historique
Rome est fondée sur le mont Palatin. La ville commence à prospérer et commence à rivaliser avec les cités voisines. La ville a besoin de plus de femmes, pour que sa puissance se prolonge au-delà de cette seule génération. Romulus fait donc appel aux autres villes de la région :

« ...Romulus envoya des ambassadeurs dans les villes voisines pour obtenir en faveur du nouveau peuple un traité d'alliance reconnaissant le droit de mariage. [...] Nulle part les propositions des ambassadeurs ne furent bien accueillies, tellement les peuples méprisaient et redoutaient à la fois cette présence qui constituait pour eux et pour leurs descendants une menace de plus en plus précise. Tite-Live, Histoire romaine: livre I, paragraphe 9. »

La jeunesse romaine a un ressentiment à l'annonce des nouvelles des ambassades, et beaucoup sont partisans d'utiliser la force. Romulus choisit d'organiser des consualia et invite les habitants de Caenina, d'Antemnae, de Crustumerium et les Sabins. 

« ...Le spectacle commença et lorsqu'il accapara toute l'attention, on lança l'attaque selon le plan convenu. Au signal, les jeunes Romains se précipitèrent pour enlever les jeunes filles. La plupart des enlèvements se firent au hasard des rencontres. Les plus belles filles étant réservées aux notables.... Tite-Live, Histoire romaine : livre I, paragraphe 9. »

Puis, les hostilités éclatent,. Les Romains battent trois de leurs ennemis, avant de se tourner vers les Sabins,.
Les deux camps passent une année à se préparer. Rome profite de ce temps pour améliorer ses défenses tout en recevant en renfort des soldats albains du roi Numitor et des mercenaires sous le commandement d'un ami de Romulus : Lucumo. Après un dernier effort pour résoudre pacifiquement le conflit, l'armée sabine se met en marche.

## La bataille
La vestale Tarpeia, la fille du commandant de la citadelle à Rome Spurius Tarpeius, trahit Rome au profit des Sabins, en leur offrant l'entrée dans la ville,,. Citant Quintus Fabius Pictor et Cincius, Denys d'Halicarnasse écrit que Titus Tatius dupe la fille du commandant de la citadelle fortifiée de la ville pour ouvrir les portes à ses hommes en lui offrant ce qu'elle pense être des bracelets en or qu'ils portent sur leurs bras gauche, au lieu de ceci ils l'écrasent en entassant sur elle leurs boucliers comme récompense. Lucius Calpurnius Piso prétend qu'elle n'est pas motivée par l'avidité, mais qu'il s'agit d'un plan pour piéger les Sabins et qu'elle est tuée seulement après qu'ils la soupçonnent de trahison. Tite-Live écrit que la jeune fille est simplement soudoyée, mais cite également le compte-rendu relaté par Denys d'Halicarnasse.
Les armées sabine et romaine se rassemblent sur les collines du Palatin et du Capitole. Les Sabins sont commandés par Mettius Curtius et les Romains par Hostus Hostilius. Le Tibre a récemment inondé la région et laissé une boue épaisse.
Après plusieurs escarmouches et des engagements mineurs, les armées s'affrontent dans deux batailles rangées avec courage et des pertes des deux côtés.

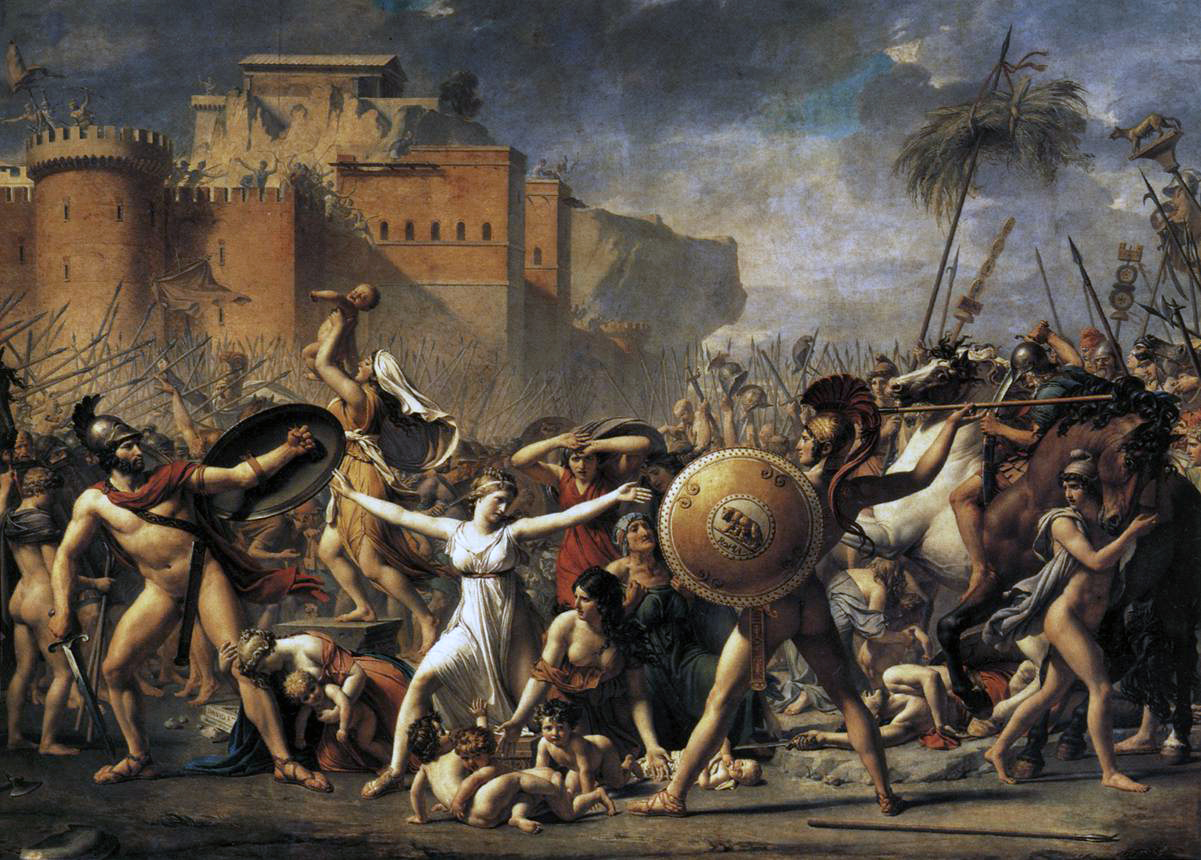
L'intervention des femmes sabines par Jacques-Louis David en 1799.

Dans la deuxième et dernière bataille, les armées se rencontrent entre les deux collines qu'elles occupent. Romulus et Lucumo attaquent avec succès les deux ailes, mais ils sont contraints de se désengager quand le centre de la ligne romaine se brise sous l'action des Sabins menés par leur général Mettius Curtius. Peu après, les Sabins font une retraite ordonnée; Mettius Curtius et Romulus s'engagent personnellement dans la bataille jusqu'à ce que Mettius Curtius tombe, blessé. Un lac marécageux empêche son évasion, mais il parvient à bloquer la poursuite de son ennemi. Une fois que Romulus se tourne pour faire face aux Sabins restants, le général sabin se retire de la boue et retourne sain et sauf dans son camp.
Quand Romulus est frappé à la tête par une pierre, le sort de la bataille peut encore s'inverser car les soldats perdent courage sans leur commandant. L'armée romaine semble partir en déroute après qu'un javelot ait abattu Lucumo. Pendant ce temps, Romulus récupère, et avec l'appui des réserves fraîches issues de l'intérieur de la ville, les Romains reprennent le dessus et les Sabins reculent à nouveau. Au coucher du soleil, les Sabins se retirent péniblement dans la citadelle et les Romains interrompent leur poursuite.
Dans le récit de Tite-Live, les Romains se rassemblent au pied de la colline sous la citadelle, mais les Sabins refusent de se montrer et de les affronter. Finalement, malgré leur absence de terrain élevé, l'armée romaine frustrée attaque. Inspiré par l'héroïsme de leur général Hostus Hostilius en première ligne, la ligne romaine éclate quand il est tombé, Romulus fait alors une promesse à Jupiter que s'il parvient à retenir la charge sabine et restaure le courage chez les Romains, il ferait construire un nouveau temple de Jupiter Stator sur le site. Après cette promesse, Romulus mène son armée contre les Sabins et les met en déroute. Le général des Sabins Mettius Curtius est jeté dans un marécage par son cheval après qu'il s'est enfui.
Après le regroupement des Sabins, la bataille se poursuit dans la zone entre les deux collines, mais l'armée romaine parvient alors à prendre le dessus. Soudainement, les filles sabines enlevées précédemment se précipitent sur le champ de bataille et se mettent entre les deux armées. Elles implorent les deux parties d'arrêter l'effusion de sang et de se réunir en famille, comme c'était désormais le cas. Honteux, les dirigeants des deux peuples mettent fin aux combats.
Dans son récit de la bataille du Lacus Curtius, Plutarque fournit des détails supplémentaires, mais le récit de base est le même que celui de Tite-Live et de Denys d'Halicarnasse. Il note que lorsque les femmes sont intervenues, non seulement elles mettent fin à la bataille, mais elles apportent de la nourriture et de l'eau et prennent soin des blessés. Elles profitent également de l'occasion pour présenter leurs maris et leurs pères.

## Les conséquences
Après la bataille, les deux parties décident de signer un traité de paix unissant les deux royaumes et transférant le pouvoir administratif à Rome.  Les citoyens de Rome sont désormais connus sous le nom de Quirites, d'après le nom de la ville sabine de Cures Sabini. Le Lacus Curtius est nommé d'après le chef sabin Mettius Curtius.

## Annexe

#### Fonds ancien
- Denys d'Halicarnasse, Antiquités romaines.
- Eutrope, Abrégé d'Histoire romaine.
- Plutarque, Vie de Romulus.
- Tite-Live, Histoire romaine.

#### Ouvrages
- (it) Andrea Carandini, Roma. Il primo giorno, Rome-Bari, 2007.
- (it) Costantino Maes, Lacvs Curtivs non tomba di Romolo, Rome, Tipografia della pace di Filippo Cuggiani, 1899, 30 p..
- (it) Federico Mascagni, Le grandi battaglie di Roma Antica : Dall'VIII secolo al III secolo a. C., Area51 Publishing, avril 2011 (ISBN 978-88-6574-079-8, lire en ligne).